# David Evison
David Evison (Guangzhou, 1944) is een Engelse beeldhouwer en hoogleraar beeldhouwkunst.

## Leven en werk
Evison werd in China geboren als zoon van een zendelingenechtpaar. De familie verhuisde in 1951 naar Hong Kong en Evison kreeg zijn schoolopleiding in Engeland. Hij studeerde schilderkunst aan het Leeds College of Art en aansluitend beeldhouwkunst aan St. Martin's School of Art (nu bekend als Central Saint Martins College of Art and Design) bij Anthony Caro in Londen. Hij zag in de Tate Gallery de David Smith-tentoonstelling van 1966 en was zeer onder de indruk. Ook ontmoette hij Caro en de andere beeldhouwers die behoorden tot de zogenaamde New Generation, onder anderen Philip King, William G. Tucker, David Annesley, Michael Bolus en Tim Scott, die in 1965/1966 gezamenlijk exposeerden in de Whitechapel Art Gallery.
In 1968 zette hij samen met andere kunstenaars een gezamenlijk atelier op in het Stockwell Depot. Daar ontmoette hij tijdens een studio-expositie de Amerikaanse kunstcriticus Clement Greenberg, die positief reageerde op zijn werk en hem ervan overtuigde dat er andere materialen waren dan marmer, gips of brons, zoals staal, ijzer en aluminium dat zich laat lassen. In 1969 had Evison een eerste groepstentoonstelling in Düsseldorf (Prospect 69), waar hij kennismaakte met Joseph Beuys. In 1973 ging hij doceren aan het Wolverhampton College of Art en parttime aan St. Martin's School of Art. Hij nam in 1975 deel aan de expositie The Condition of Sculpture van de Arts Council of Great Britain in de Hayward Gallery in Londen. 
In 1975 was hij op uitnodiging van Greenberg in de Verenigde Staten, waar Greenberg hem introduceerde bij Kenneth Noland en met hem Bolton Landing bezocht, het voormalige atelier van David Smith. In 1976 was hij op uitnodiging van Lenton Parr artist in residence aan het Victoria College of Arts in de Australische stad Melbourne en in 1977 was hij artist in residence bij de Northern Arts Council in Cumbria. In 1980 werd hij benoemd tot de opvolger van Tony Cragg, eerst als docent en vanaf 1982 als hoogleraar beeldhouwkunst aan de Hochschule der Künste in Berlijn. In 1999 kreeg Evison de opdracht voor een monumentale metaalsculptuur in Busan (Zuid-Korea). In 2003 werkte hij vier maanden in de Chinese steden Nanjing en Sjanghai. Hij besloot een atelier te vestigen in Beijing.
Alhoewel hij aan diverse groepstentoonstellingen heeft deelgenomen, zoals de Art Triangle Barcelona in 1987 (met onder anderen Anthony Caro, Susana Solano, Jaume Plensa en Miquel Navarro), stemde hij pas in 2008 toe in een solotentoonstelling bij Galerie Gerken in Berlijn. Tijdens de expositie Full Frontal toonde hij vier recente sculpturen, de Scades. In maart 2021 toonde hij samen met Jens Jensen schilder- en beeldhouwkunst in GALERIE BORN, Berlijn.
De kunstenaar leeft en werkt in Londen, Berlijn en Beijing.